# 幸運な事件

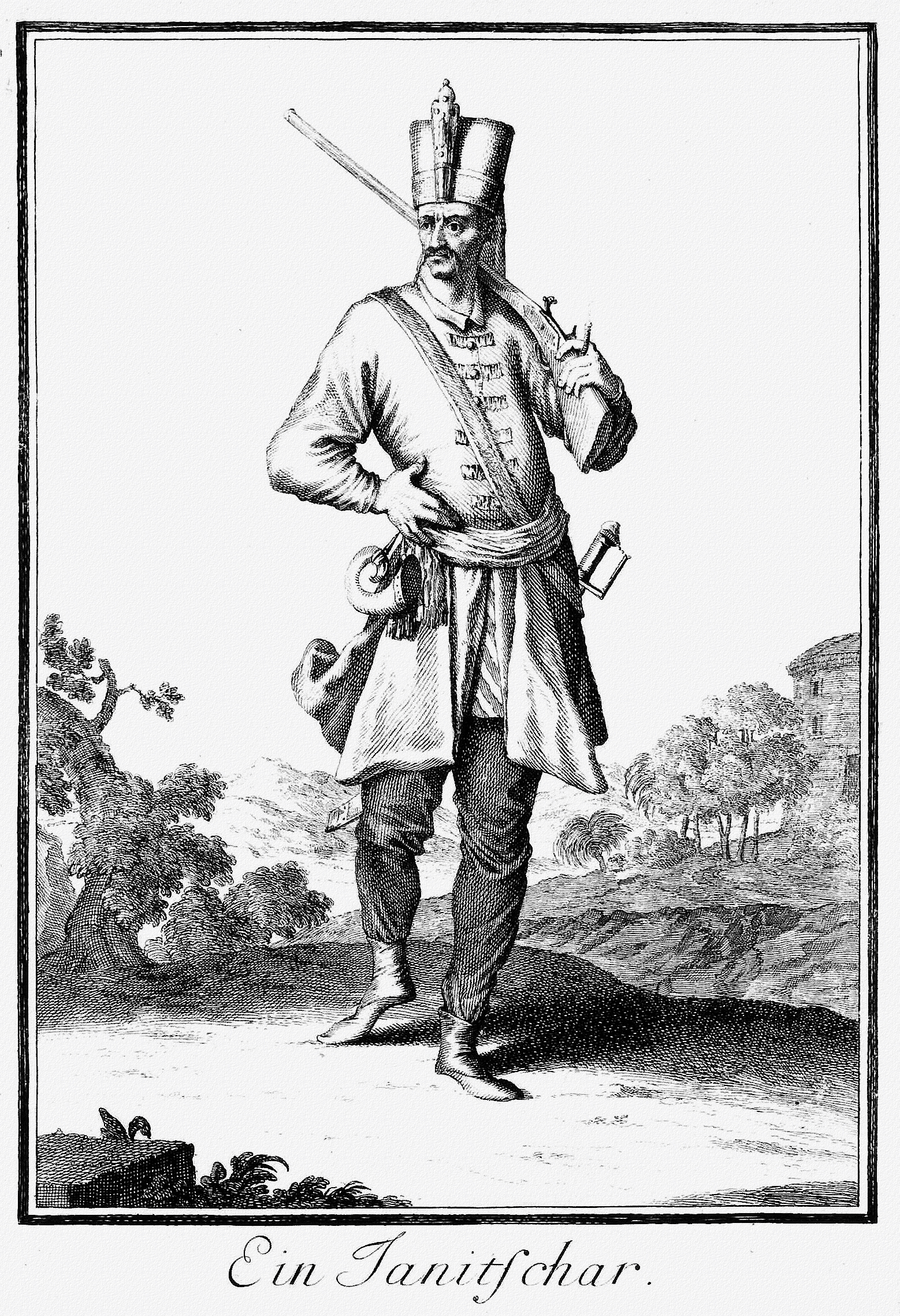
イェニチェリの銃士。幸運な事件によりイェニチェリ全軍が解体された。

幸運な事件（英語: Auspicious Incident または Auspicious Event）は、オスマン帝国のスルタン、マフムト2世が1826年6月15日に反乱鎮圧という形でイェニチェリを解体した出来事である。トルコ語においてはイスタンブールでは Vaka-i Hayriye（幸運な事件）、バルカン半島では Vaka-i Şerriyye（不幸な事件）と言う。135,000人いたイェニチェリの大半がマフムト2世に対する反乱に参加したが、反乱が鎮圧されるとその指導者は殺害され、イェニチェリの多くは追放、投獄あるいは処刑された。これによりイェニチェリは解体され、より近代的な西洋式軍隊「ムハンマド常勝軍」に置き換えられた。

## 背景
イェニチェリは14世紀後半にオスマン帝国のスルタンが創設した君主直属の常備軍であった。初期には領内のキリスト教徒から徴集した優秀な子弟をイスラム教に改宗させたうえで厳格な軍事教練を施していた（デヴシルメ）ため、15世紀から16世紀にはイェニチェリはヨーロッパで最も練度が高く精強な軍隊として、さらにはその規律、士気、献身と忠誠で知られるようになった。イェニチェリには戦時・平時を問わず定期的に給与が支給され、いついかなる時も戦闘に備えることを義務づけられていた。
しかし、17世紀初頭までにはイェニチェリは精鋭軍というよりもむしろ特権的な世襲階級となり、税金の免除などの優遇を受けていたこともあって、一般の民衆からは好ましくない目で見られるようになっていた。16世紀にはスレイマン1世が積極的な外征を行ったためイェニチェリの規模が大幅に拡大されたが、この際にデヴシルメによらず入隊した生まれながらにムスリムであるトルコ系の者が増えた他、禁止されていた妻帯も普通に行われるようになったり、隊員がその子弟を入隊させるようになるなど規律が大いに乱れたからである。この結果、イェニチェリの員数は1575年に20,000人だったものが約250年後の1826年には135,000人にまで増加していた。しかもその多くは兵士ではなかったが相変わらず帝国から多額の給与を受け取っており、さらには帝国に対して拒否権を保持して自らに不利な政策に反対するなど政治に介入するようになったため、帝国を弱体化させるだけの存在になっていった。イェニチェリの地位や権力を弱めようとしたスルタンもいたが、そのたびにイェニチェリが反乱を起こしてスルタンを殺害または廃位するありさまだった。

## 反乱
マフムト2世が近代的な西洋式の新軍団の創設を宣言してヨーロッパ人の砲手を雇い入れたことから、イェニチェリはいつものように反乱を起こし、イスタンブールで市街戦が始まった。しかし、これを数に優るスィパーヒーが押しとどめ、兵舎へと押し戻した。トルコの歴史家によれば、このスィパーヒーには長年のイェニチェリの専横に堪えかねていた地元民が多数含まれていたという。
歴史家は、これはマフムト2世が故意に反乱を扇動したもので、いわばスルタンの「イェニチェリに対するクーデター」であったと表現している。スルタンは、トルコ人が統率し西洋式に編成され訓練される新軍団を創設することを宣言し、それをイェニチェリにも宣布している。イェニチェリは、自らの存在がオスマン帝国の繁栄、とりわけルメリアの安定にとって極めて重要であると考え、以前からその解散は断じて受け入れないことを約していた。このため、スルタンの目論み通りイェニチェリは反乱を起こし、宮殿に向かって進撃した。これに対してマフムト2世はイェニチェリに反発するムスリムを糾合すべく、旗印としてトプカプ宮殿の聖遺物から預言者ムハンマドの軍旗を掲げている。その後の戦いで、イェニチェリの兵舎は新軍団の砲撃によって炎上し、4,000人のイェニチェリが殺害された。さらにイスタンブールの路上でも激しい戦闘になり、多数のイェニチェリが殺害された。生存者は逃亡するか投獄され、その資産はスルタンによって没収された。1826年の終わりまでに、イェニチェリの捕虜はテッサロニキの白い塔で斬首により処刑され、白い塔は「血の塔」と呼ばれるようになった。また、100名ほどのイェニチェリがフィロクセノスの貯水池に飛び込んで逃げたが、その多くは溺死した。

## 余波
イェニチェリの指導者は処刑され、その財産はスルタンにより没収された。若いイェニチェリはある者は追放されある者は投獄された。数千にも及ぶイェニチェリが処刑され、そのエリート秩序は終わりを告げた。イェニチェリの中核でもあったスーフィズムのベクタシュ教団は非合法化され、信奉者は処刑または追放された。一方、マフムト2世はイェニチェリに代わる近代的な新軍団、ムハンマド常勝軍を創設した。一般のイェニチェリ、特に地方に駐留していた者達は自治権を求めて反乱を起こした。バルカン半島ではキリスト教徒がイスラム教徒に対して極めて敵対的な姿勢を取り、新たに送り込まれた軍勢に対抗して集結し始めた。イェニチェリの中には、普通の仕事に就き目立たぬようにすることで生き残った者もあった。
マフムト2世は、イェニチェリを解体すると直ちに宮廷記録官のメフメト・エッサド・エフェンディに公式記録を編纂するよう命じた。こうしてまとめられたのが記録書 Üss-iZafer（勝利の基礎）で、1828年にイスタンブールで刊行された。これはこの時期に起きた他のすべてのオスマン帝国関連の事績の情報源ともなった。一方、イェニチェリの解体で特権を失ったバルカン半島のイスラム教徒コミュニティは大きな打撃を受け、ルメリア全域（特にボスニアとアルバニア）では反乱が発生した。
幸運な事件によりオスマン帝国の軍事力が一時的に弱まったため、ロシア帝国はこれに乗じて1826年10月7日にオスマン帝国にアッケルマン条約を受け入れさせた。